# 화이트아웃

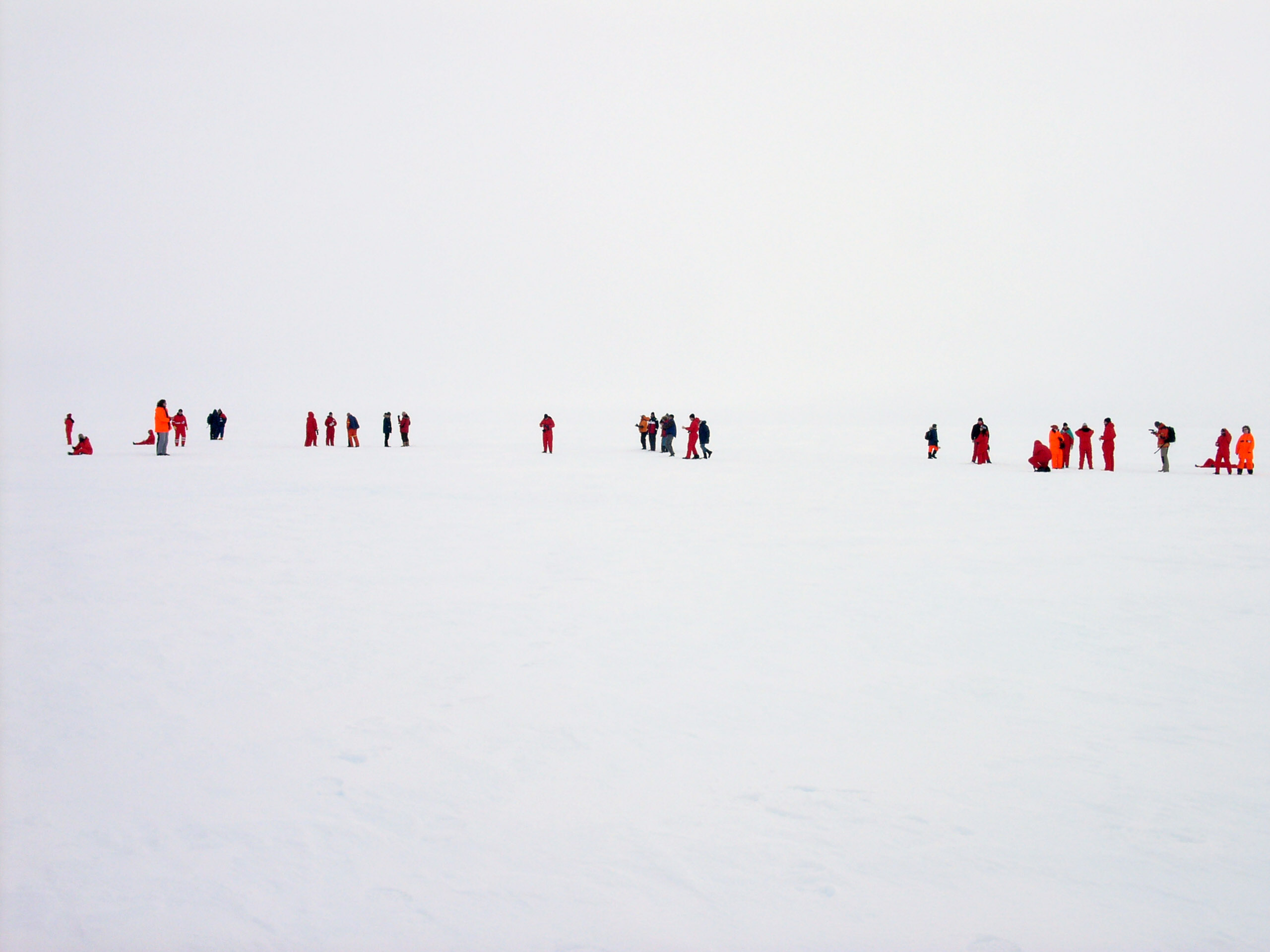
남극에서의 화이트아웃 상태.

화이트아웃(whiteout)은 눈이나 모래 따위로 인해 시야가 심하게 제한되는 날씨 상황이다. 지평선마저 보이지 않아 땅과 하늘이 구분되지 않고, 모든 것이 하얗게 보여 방향과 거리를 가늠할 수 없게 된다.
화이트아웃에는 크게 네 가지 유형이 있다.
1. 블리자드 유형. 땅에 이미 쌓여 있던 눈이 공중으로 날려서 지평선을 가리고 시야를 제로로 만든다.
2. 강설 유형. 눈이 너무 많이 내려서 지평선이 가리고 시야가 제로가 된다. 호수 효과가 일어나서 하늘에서 내리는 눈이 블리자드보다도 심할 때만 발생한다.
3. 맑은 유형. 눈은 거의 내리지 않지만 땅이 완전히 눈으로 덮여 있기 때문에 모든 곳이 하얗게 보여서 거리와 방향을 가늠할 수 없게 되는 상황이다.
4. 안개 유형. 특히 구분이 쉬운 지형지물이 존재하지 않는 개활지에서 지표 가까운 낮은 곳 안개가 자욱하게 깔리면 지평선이 없어지고 시야가 제한된다.

## 같이 보기
- 블랙아이스